# Jakub Gurecký
Jakub Gurecký (8. října 2005 Zlín – 7. února 2022 Martin, Slovensko) byl český juniorský motocyklový závodník, považovaný ve své generaci a oboru za největší český talent. Jeho domovským týmem byl Brno Circuit Junior Racing.

## Život
Narodil se ve Zlíně, kde také studoval na místním gymnáziu. Podle vlastních slov jezdil na motocyklu od svých 4 let.
Svoji závodnickou kariéru začal v roce 2015 v řadách Malminibikové akademie Masarykova okruhu v Brně a později ve vzniklém Brno Circuit Junior Racing Teamu. Zaznamenal řadu úspěchů, stal se postupně několikanásobným českým šampionem Minimotocupu, českým mistrem v závodech na minibiku, dvojnásobným vítězem německého mistrovství ADAC či vicemistrem Evropy v kategorii Honda NSF 100. V roce 2021 sbíral zkušenosti také na španělském juniorském šampionátu Cuna de Campeones a zvítězil v Northern Talent Cupu (s motocyklem KTM). Kvalifikoval se jako historicky sedmý český závodník v pořadí do prestižního mezinárodního závodu Red Bull Rookies Cup v roce 2022, jehož se však již nestihl zúčastnit.
Během halového tréninku na motocyklech typu Ohvale ve slovenském Martině 7. února 2022 havaroval nárazem do pevné překážky a na následky zranění zemřel.